# Humber
För andra betydelser, se Humber (olika betydelser).
Humber är en mynningsvik i Storbritannien. Den ligger vid riksdelen Englands östkust som brukar ses som en gräns mellan norra och södra England, i den sydöstra delen av landet, 230 km norr om huvudstaden London.
Under tidig medeltid utgjorde den Northumbrias sydgräns och gav dessutom namn till riket då Northumbria betyder norr om Humber. Den startar där floderna Ouse och Trent rinner samman. Staden Kingston upon Hull (Hull) ligger på dess nordsida och Barton-upon-Humber på dess sydsida. En annan ort vid Humber är Grimsby. Humber är känt som förorenat och en hel del av de utsläpp som kommer från norra Englands industridistrikt rinner ut här.